# رونالد شوگر
رونالد دی شوگر (به انگلیسی: Ronald D. Sugar) (تولد: ۱۹۴۸ در تورنتو) عضو هیئت مدیره شرکت اپل است. شوگر همچنین رئیس هیئت مدیره و مدیر عامل نورتروپ گرومن بود. او از سال ۲۰۰۵ عضو هیئت مدیره شورون است.